# Ministars
Os Ministars foram o primeiro grupo de música infanto-juvenil portuguesa.

## Biografia
Os Ministars começaram como um grupo musical constituído por rapazes e raparigas com idades compreendidas entre os dez e os doze anos de idade que, no Natal de 1986, editou o seu primeiro LP. Este disco teve um imediato e extraordinário sucesso.
António Manuel Rolo Duarte importou esta ideia dos Países Baixos, onde existia já um grupo com características idênticas. A fórmula encontrada era uma espécie de "ovo de Colombo": consistia em seleccionar um grupo de crianças (no caso concreto recrutados primeiramente do Coro Infantil de Santo Amaro de Oeiras e, depois, da Casa Pia de Lisboa), organizar um repertório com os maiores sucessos nacionais e internacionais do momento e, neste último caso, fazer as versões das canções em língua portuguesa, encenar uma coreografia moderna, com guarda roupa da última moda infantil (para os espectáculos em palco e em televisão) e dar aos temas um tratamento muito próximo dos originais.
Teresa Garcia foi a sua primeira coreógrafa e implementadora do estilo Ministar. José Niza fez as primeiras versões em português dos sucessos internacionais interpretados pelo grupo. Em 1992, Amadeu Diniz da Fonseca substituiu-o. Mais tarde, Renato Carrasquinho assumiria essa actividade. Quanto aos arranjos musicais, estes estiveram primeiro a cargo de José da Ponte e, depois, de Jorge Quintela, enquanto que a direcção dos pequenos cantores foi assegurada, primeiramente, pelo Maestro César Batalha, e, anos depois, por Renato Carrasquinho.
Discos de prata, de ouro e de platina premiaram todos os seus trabalhos, que estiveram vários anos nos primeiros lugares dos tops de vendas nacionais e permitiram ao grupo marcar presença em muitos programas da televisão portuguesa. Os Ministars tornaram-se recordistas de vendas em Portugal.
Foram muitas as suas actuações ao vivo com digressões por todo o País, incluindo na Região Autónoma da Madeira. Assinalam-se dois mega-espectáculos: um no Coliseu dos Recreios com a colaboração do Coro Infantil de Santo Amaro de Oeiras e outro no espaço Loucuras. Estes espectáculos foram bem demonstrativos da enorme popularidade deste grupo musical. Os Ministars também marcaram presença assídua em muitos programas de entretenimento da RTP – Rádio e Televisão de Portugal.
Colaboraram em campanhas televisivas da Prevenção Rodoviária Portuguesa, do Pirilampo Mágico e da Luta Contra a Droga. Pela sua participação nessas campanhas alguns dos elementos da segunda formação do grupo foram recebidos no Palácio de Belém pelo Presidente da República de Portugal, Dr. Mário Soares. Em 1990 e 1991 receberam o Prémio de Popularidade atribuído pela Casa da Imprensa de Lisboa aquando da realização da Grande Noite do Fado.
Criaram um estilo, uma forma de ser jovem, sendo muito apreciados pelas camadas etárias mais novas. Foi formado o "Clube dos Amigos dos Ministars" que mantinha correspondência regular, interessando-se por tudo o que ia acontecendo com o grupo; esse clube contou com elementos de todos os pontos de Portugal, incluindo das Regiões Autónomas, de Cabo Verde, de São Tomé e Príncipe e, ainda, de França.
O grupo deixou de fazer parte do universo do Coro Infantil de Santo Amaro de Oeiras em 1994, por mudança de critérios e de orientação da editora. O catálogo musical dos Ministars que fora gravado e editado, até então, na discográfica Edisom, foi adquirido pela Movieplay Portuguesa, a qual reeditou em CD quase todos os álbuns e produziu ainda uma nova colectânea com alguns dos maiores êxitos.
Em 2006, Renato Carrasquinho, na direcção do grupo, além de fazer as adaptações, a escolha do repertório musical e de tratar dos ensaios, foi convidado pela editora Movieplay Portuguesa para produzir todos os futuros álbuns discográficos dos Ministars a serem lançados no mercado.

## Distinções especiais
- 1990 – Prémio de Popularidade (da Casa da Imprensa)
- 1991 – Prémio de Popularidade (da Casa da Imprensa)

## Formações do grupo
- Primeira formação: Ana Teixeira, Pedro Filipe, Leonor Marques, Rui Baptista (Ruca), Inês Sombreireiro, Margarida Gonçalves (Guida), Filipa Ramires, João Rosa, João Francisco Silva, Sara Pires, Leonor Constâncio, Carla Lopes e Nuno Ahlers. Gravaram o LP ‘Ministars’ (1986, Edisom)
- Segunda formação: Manteve-se a formação inicial. A Guida, optando por uma carreira a solo, foi substituída pela Patrícia Vieira. O Nuno Ahlers tocou cavaquinho. Gravaram o LP ‘Muitá Louco’ (1987, Edisom)
- Terceira formação: Mantiveram-se a Ana, a Carla a Patrícia e o Nuno Ahlers. Entraram a Inês Morais, a Rita Neves, a Ana Rita Costa, o Hugo Madeira, o Henrique Gonçalves e o Carlos Garção. Gravaram o LP ‘É Altamente’ (1988, Edisom) e participaram no LP ‘O Melhor dos Ministars’ (1989, Edisom)
- Quarta formação: Saíram a Carla, a Patrícia a Rita e o Nuno Ahlers (que apostou numa carreira a solo que durou até 1991). Entraram a Filipa Castro, a Mariana Ferreira, a Luísa Salema, a Marta Guerreiro e o Pedro Moutinho[3]. Gravaram o LP ‘De Mão em Mão’ (1989, Edisom)
- Quinta formação: Saíram o Hugo e a Ana. A Ana foi a Ministar que mais tempo integrou o grupo pela sua aparência e espírito juvenil e pelas qualidades vocais e presença em palco verdadeiramente assinaláveis. Gravaram os discos ‘É de Caras’ (1990, Edisom) e ‘É Demais’ (1991, Edisom)
- Sexta formação: Pedro Melo, Andreia e Sílvia Gouveia (gémeas), Patrícia Gonçalves, Rita Vargas, Ricardo Guerreiro, Margarida Fernandes, Barbara Abreu, Madalena Patrão, Ana Emídio, Carlos Lopes e o regressado Nuno Ahlers. Gravaram o LP ‘Muita Nice’ (1991, Edisom)
- Sétima formação: Saíram o Pedro e o Carlos. Entrou o Gilberto Medeiros (Gil). Gravaram o LP ‘Ministars 92’ (1992, Edisom)
- Oitava formação: Ficaram a Rita o Gilberto e o Nuno Ahlers. Entraram a Raquel Marques, a Sara Gonçalves, o Bruno Pinto, a Joana Pedro, o Pedro Carvalho, a Cristina e Catarina Martins (gémeas) e o Michael Figueiredo. Gravaram o CD ‘É um Festival’ (1993, Edisom)
- Nona formação: Fizeram parte um grupo de crianças da Casa Pia de Lisboa. Gravaram o CD ‘Vamos de Férias’ (1995, Edisom. Reeditado pela Movieplay.)
- Décima formação: Fizeram parte um grupo de crianças da região da Grande Lisboa ensaiadas por Renato Carrasquinho. (2006–presente. Ficou pendente edição de um novo CD pela Movieplay.)

## Discografia

### Álbuns de originais
| Ano  | Nome             | Editora | Formato                  |
| ---- | ---------------- | ------- | ------------------------ |
| 1986 | Ministars        | Edisom  | Disco de vinil / K7      |
| 1987 | Muitá Louco      | Edisom  | Disco de vinil / K7      |
| 1988 | É altamente!     | Edisom  | Disco de vinil / K7      |
| 1989 | De mão em mão    | Edisom  | Disco de vinil / K7      |
| 1990 | É de caras       | Edisom  | Disco de vinil / CD / K7 |
| 1991 | É demais!        | Edisom  | Disco de vinil / CD / K7 |
| 1991 | Muita Nice       | Edisom  | Disco de vinil / CD / K7 |
| 1992 | Ministars (92)   | Edisom  | Disco de vinil / CD / K7 |
| 1993 | É um Festival!   | Edisom  | CD / K7                  |
| 1995 | Vamos de férias! | Edisom  | CD                       |

### Colectâneas
| Ano  | Nome                              | Editora   | Formato             |
| ---- | --------------------------------- | --------- | ------------------- |
| 1989 | O Melhor dos Ministars            | Edisom    | Disco de vinil / K7 |
| 2000 | Clássicos da Renascença (Vol. 56) | Movieplay | CD                  |